# 7e cérémonie des Screen Actors Guild Awards
La 7e cérémonie des Screen Actors Guild Awards, décernés par la Screen Actors Guild, a eu lieu le 11 mars 2001, et a récompensé les acteurs et actrices du cinéma et de la télévision ayant tourné en 2000.

## Palmarès et nominations

### Cinéma

#### Meilleur acteur dans un premier rôle
- Benicio del Toro pour le rôle de Javier Rodriguez dans Traffic
  - Jamie Bell pour le rôle de Billy Elliot dans Billy Elliot
  - Russell Crowe pour les rôles du Général Maximus Decimus dans Gladiator
  - Tom Hanks pour le rôle de Chuck Noland dans Seul au monde (Cast Away)
  - Geoffrey Rush pour le rôle du Marquis de Sade dans Quills, la plume et le sang (Quills)

#### Meilleure actrice dans un premier rôle
- Julia Roberts pour le rôle d'Erin Brockovich dans Erin Brockovich, seule contre tous (Erin Brockovich)
  - Joan Allen pour le rôle de Laine Billings Hanson dans Manipulations (The Contender)
  - Juliette Binoche pour le rôle de Vianne Rocher dans Le Chocolat (Chocolat)
  - Ellen Burstyn pour le rôle de Sara Goldfarb dans Requiem for a Dream
  - Laura Linney pour le rôle de Samantha Prescott dans Tu peux compter sur moi (You Can Count on Me)

#### Meilleur acteur dans un second rôle
- Albert Finney pour le rôle d'Edward L. Masry dans Erin Brockovich, seule contre tous (Erin Brockovich)
  - Jeff Bridges pour le rôle du Président Jackson Evans dans Manipulations (The Contender)
  - Willem Dafoe pour le rôle de Max Schreck dans L'Ombre du vampire (Shadow of the Vampire)
  - Gary Oldman pour le rôle du Sénateur Sheldon Runyon dans Manipulations (The Contender)
  - Joaquin Phoenix pour le rôle de l'Empereur Commode dans Gladiator

#### Meilleure actrice dans un second rôle
- Judi Dench pour le rôle d'Armande Voizin dans Le Chocolat (Chocolat)
  - Kate Hudson pour le rôle de Penny Lane dans Presque célèbre (Almost Famous)
  - Frances McDormand pour le rôle de Elaine Miller dans Presque célèbre (Almost Famous)
  - Julie Walters pour le rôle de Mrs. Wilkinson dans Billy Elliot
  - Kate Winslet pour le rôle de Maddy LeClerc dans Quills, la plume et le sang (Quills)

#### Meilleure distribution
- Traffic
  - Billy Elliot
  - Le Chocolat (Chocolat)
  - Gladiator
  - Presque célèbre (Almost Famous) – Fairuza Balk, Billy Crudup, Patrick Fugit, Philip Seymour Hoffman, Kate Hudson, Jason Lee, Frances McDormand, Anna Paquin et Noah Taylor

### Télévision
Note : le symbole « ♕ » rappelle le gagnant de l'année précédente (si nomination).

#### Meilleur acteur dans une série dramatique
- Martin Sheen pour le rôle de Jed Bartlet dans À la Maison-Blanche (The West Wing)
  - Tim Daly pour le rôle de Richard Kimble dans Le Fugitif (The Fugitive)
  - Dennis Franz pour le rôle de Andy Sipowicz dans New York Police Blues (NYPD Blue)
  - James Gandolfini pour le rôle de Tony Soprano dans Les Soprano (The Sopranos) ♕
  - Anthony Edwards pour le rôle du Dr Mark Greene dans Urgences (ER)

#### Meilleure actrice dans une série dramatique
- Allison Janney pour le rôle de CJ Cregg dans À la Maison-Blanche (The West Wing)
  - Edie Falco pour le rôle de Carmela Soprano dans Les Soprano (The Sopranos) ♕
  - Gillian Anderson pour le rôle de Dana Scully dans X-Files : Aux frontières du réel (The X-Files)
  - Sally Field pour le rôle de Maggie Wyczenski dans Urgences (ER)
  - Sela Ward pour le rôle de Lily Manning dans Deuxième Chance (Once and Again)
  - Lauren Graham pour le rôle de Lorelai Gilmore dans Gilmore Girls

#### Meilleure distribution pour une série dramatique
- À la Maison-Blanche (The West Wing)
  - Urgences (ER)
  - New York, police judiciaire (Law & Order)
  - The Practice : Bobby Donnell et Associés (The Practice)
  - Les Soprano (The Sopranos) ♕

#### Meilleur acteur dans une série comique
- Robert Downey Jr. pour le rôle de Larry Paul dans Ally McBeal
  - Sean Hayes pour le rôle de Jack McFarland dans Will et Grace (Will & Grace)
  - Kelsey Grammer pour le rôle de Frasier Crane dans Frasier
  - David Hyde Pierce pour le rôle de Niles Crane dans Frasier
  - Peter MacNicol pour le rôle de John Cage dans Ally McBeal

#### Meilleure actrice dans une série comique
- Sarah Jessica Parker pour le rôle de Carrie Bradshaw dans Sex and the City
  - Calista Flockhart pour le rôle d'Ally McBeal dans Ally McBeal
  - Jane Kaczmarek pour le rôle de Lois dans Malcolm (Malcolm in the Middle)
  - Debra Messing pour le rôle de Grace Adler dans Will et Grace (Will & Grace)
  - Megan Mullally pour le rôle de Karen Walker dans Will et Grace (Will & Grace)

#### Meilleure distribution pour une série comique
- Will et Grace (Will & Grace)
  - Ally McBeal
  - Frasier ♕
  - Friends
  - Sex and the City

#### Meilleur acteur dans un téléfilm ou dans une minisérie
- Brian Dennehy pour le rôle de Willy Loman dans Mort d'un commis voyageur (Death of a Salesman)
  - Alec Baldwin pour le rôle de Robert H. Jackson dans Nuremberg
  - Brian Cox pour le rôle de Hermann Göring dans Nuremberg
  - Danny Glover pour le rôle de Will Walker  dans Freedom Song (en)
  - John Lithgow pour le rôle de Don Quichotte dans Don Quichotte (Don Quixote)
  - James Woods pour le rôle de Dennis Barrie dans Dirty Pictures

#### Meilleure actrice dans un téléfilm ou dans une minisérie
- Vanessa Redgrave pour le rôle de Edith Tree dans Sex Revelations (If These Walls Could Talk 2)
  - Stockard Channing pour le rôle de Janice dans Le Secret de Jane (The Truth about Jane)
  - Judi Dench pour le rôle d'Elizabeth dans The Last of the Blonde Bombshells
  - Sally Field pour le rôle de la Tante Betsey Trotwood  dans David Copperfield
  - Elizabeth Franz pour le rôle de Linda Loman dans Mort d'un commis voyageur (Death of a Salesman)

### Screen Actors Guild Life Achievement Award
- Ossie Davis et Ruby Dee

## Récompenses et nominations multiples

### Nominations multiples

#### Cinéma
3 : Gladiator, Billy Elliot, Manipulations, Le Chocolat, Presque célèbre
2 : Traffic, Quills, la plume et le sang, Erin Brockovich, seule contre tous

#### Télévision
4 : Ally McBeal, Will et Grace
3 : À la Maison-Blanche, Les Soprano, Urgences, Frasier
2 : Sex and the City, Mort d'un commis voyageur, Nuremberg

#### Personnalités
- 2 : Judi Dench

### Récompenses multiples

#### Cinéma
2/2 : Traffic, Erin Brockovich, seule contre tous

#### Télévision
3/3 : À la Maison-Blanche
2/3 : Will et Grace